# Гай Помпоний Пий (консул 98 г.)
Вижте пояснителната страница за други личности с името Гай Помпоний Пий.
Гай Помпоний Пий (на латински: Gaius Pomponius Pius) е политик и сенатор на Римската империя през края на 1 век.
Син е на Гай Помпоний Пий (суфектконсул 65 г.).
По времето на император Нерва през 98 г. той е суфектконсул с колега консул Траян.